# Nikita Sergejevič Chruščov
Nikita Sergejevič Chruščov (někdy nesprávně Chruščev; rusky:  Никита Сергеевич Хрущёв, 15. dubna 1894 Kalinovka, Ruské impérium – 11. září 1971 Moskva, Sovětský svaz) byl sovětský politik a státník, který v letech 1953 až 1964 zastával funkci prvního tajemníka ústředního výboru Komunistické strany Sovětského svazu (ÚV KSSS; de facto nejmocnější pozice ve státě) a v letech 1958 až 1964 byl současně předsedou rady ministrů (tj. premiérem) Sovětského svazu (SSSR). Formální hlavou státu byl za jeho vlády Kliment Vorošilov a od roku 1960 Leonid Brežněv.
Jeho vláda přinesla odhalení Stalinova kultu osobnosti a následně částečnou destalinizaci SSSR, první a největší úspěchy sovětského kosmického programu a řadu relativně liberálních reforem v oblasti domácí politiky. Na druhé straně nechal tvrdě potlačit maďarské povstání a podepsal se na vyhrocení Studené války do tzv. Karibské krize. Jako jeden z mála sovětských vůdců nevládl až do smrti; svými straníky byl odstaven od moci v roce 1964, kdy jej jako 1. tajemníka ÚV KSSS (a tedy faktického vůdce státu) nahradil dosavadní předseda Nejvyššího sovětu Leonid Brežněv.
Narodil se v chudé vesnici Kalinovka poblíž městečka Chomutovka v Kurské gubernii, 11 km východně od dnešní rusko-ukrajinské hranice. V mládí pracoval jako kovodělník a během Ruské občanské války působil jako politický komisař (politruk) v armádě bolševiků. S pomocí Lazara Kaganoviče postupně stoupal v sovětské hierarchii. Podporoval Stalinovy čistky a schválil zatčení tisíců lidí. V roce 1939 jej Stalin poslal vládnout na Ukrajinu, kde pokračoval v čistkách. Během druhé světové války (v SSSR známé jako Velká vlastenecká válka) byl vysoce postaveným politrukem a působil jako prostředník mezi Stalinem a jeho generály. Byl přítomen v těžkých bojích při obraně Stalingradu, na což byl pak po celý život hrdý. Po válce se vrátil na Ukrajinu, později pak zpět do Moskvy jako jeden ze Stalinových blízkých poradců.
Zapojil se účinně do boje o moc, který vypukl po Stalinově smrti v roce 1953 a ještě téhož roku se prosadil jako jeho nástupce. I přes svou někdejší blízkou spolupráci se Stalinem pronesl 25. února 1956 na XX. sjezdu KSSS na uzavřeném jednání projev Kult osobnosti a jeho důsledky, v němž poodhalil a odsoudil diktátorské praktiky svého předchůdce. Jeho vlastní domácí politika, jejímž cílem bylo zlepšení životů obyčejných občanů, byla však často neefektivní, a to zejména v oblasti zemědělství. Spoléhal se na raketovou obranu a nařídil velké snížení rozpočtu konvenčních sil armády.
Po svém sesazení byl penzionován a žil v ústraní, převážně na svém venkovském sídle poblíž Moskvy. Zemřel v roce 1971 v Moskvě na srdeční selhání.

## Život

### Před nástupem kmoci

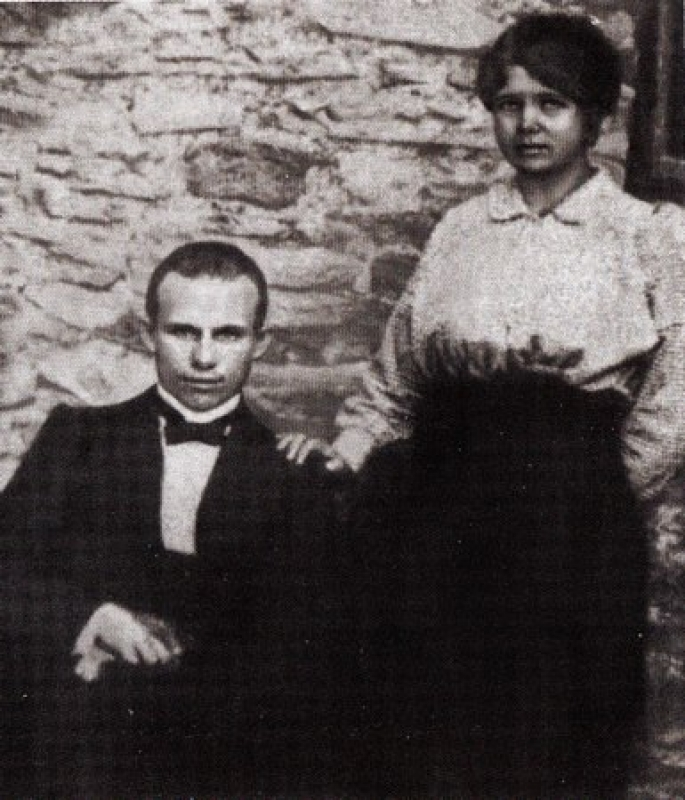
Chruščov a jeho první manželka Jefrosinia v roce 1916

Chruščov se narodil 15. dubna 1894 v Kalinovce, v chomutovském distriktu v Kurské gubernii, ve vesnici, která se dnes nachází v Kurské oblasti v Rusku poblíž dnešních hranic s Ukrajinou a blízko křižovatky dálkových silnic M-3 (E101) a A-142 (E391). Jeho rodiče, Sergej a Xenija Chruščovovi, byli chudí rolníci ruského původu a měli ještě o dva roky mladší dceru Irinu.
V roce 1908 se přestěhoval do Juzovky (od roku 1961 Doněck). Zde v oblasti Donbasu na východě Ukrajiny (tehdy Jekatěrinoslavská gubernie Ruského impéria) byl zaměstnán v řadě pozic, pracoval jako železničář, horník a také v cihelně. Mzdy byly na Donbase mnohem vyšší než na kurském venkově, takže Chruščov se ke své rodině v Kalinovce vrátil, až když měl dost peněz. Kalinovka byla rolnická vesnička; Chruščovova učitelka Lydia Ševčenková později uvedla, že nikdy tak chudou vesnici, jakou byla Kalinovka, neviděla.
Za ruské občanské války sloužil Chruščov jako politický komisař v Rudé armádě. Poté, co získal jisté vzdělání v donbaské pobočce dělnické fakulty, stal se roku 1924 profesionálním sovětským aparátníkem. Od roku 1927 se zúčastnil všech sjezdů komunistické strany. Ve třicátých letech ho Lazar Kaganovič doporučil na místo obvodního stranického tajemníka v Moskvě, kde posléze provedl očistu aparátu od „pravicových úchylkářů“. Za odměnu ho roku 1934 zvolili do ústředního výboru.
Na vrcholu stalinských represí byl ustaven prvním tajemníkem Komunistické strany (bolševiků) Ukrajiny, kde se stranický aparát v důsledku zatýkání prakticky rozpadl. Roku 1939 následovalo i členství v politbyru, čímž zaujal pevné místo mezi novou sovětskou byrokratickou elitou.
Po válce ho Stalin povolal nazpět do Moskvy, aby vyvážil rostoucí vliv Georgije Malenkova, a Chruščov zde vystoupil s myšlenkou revoluční přeměny venkova, a to výstavbou „agrokomplexů“, tj. venkovských továrenských sídel. Spíše si tím ale vysloužil kritiku.

### První tajemník strany

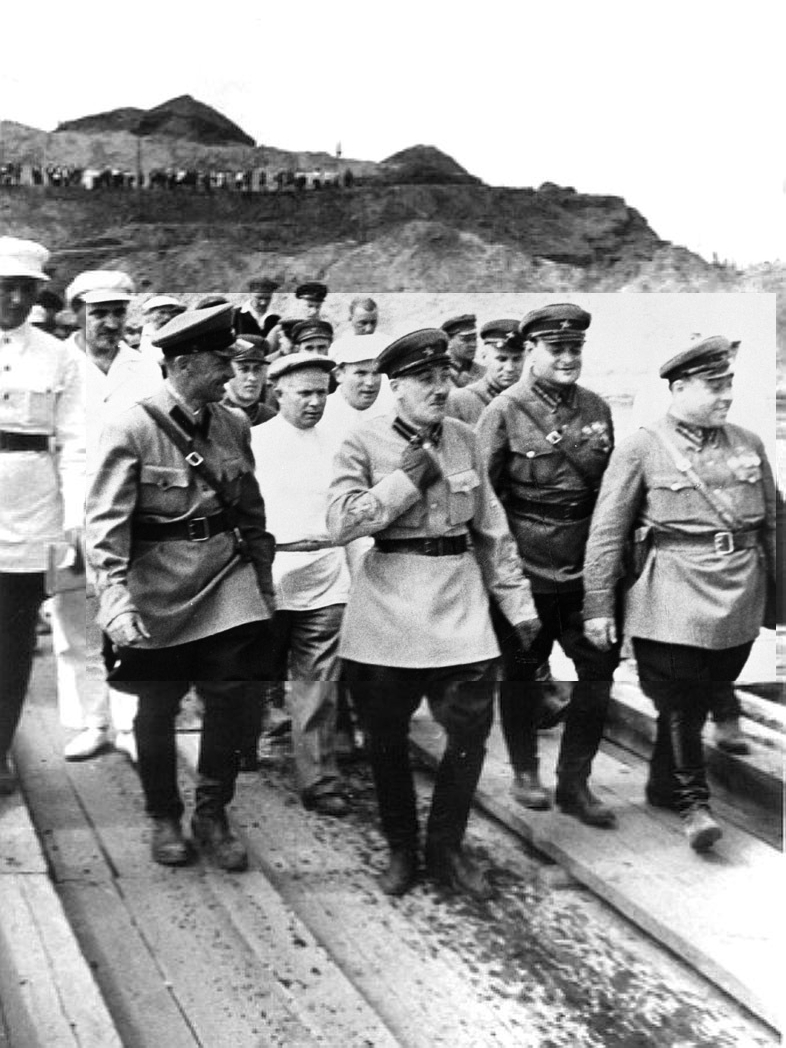
Šéf NKVD Genrich Jagoda (uprostřed) při stavbě Moskevského průplavu, 1935. Chruščov vlevo za ním.

Když Stalin 5. března 1953 zemřel, zinscenoval pád šéfa bezpečnosti Lavrentije Beriji a krátce nato se stal prvním tajemníkem strany. V této funkci pomalu posiloval svou moc na úkor předsedy rady ministrů Malenkova, až se mu ho roku 1955 podařilo odstavit a nahradit svým spojencem Nikolajem Bulganinem.

### Domácí politika
Na XX. sjezdu Komunistické strany SSSR v roce 1956 přednesl projev O kultu osobnosti a jeho důsledcích, v němž kritizoval Stalinovy zločiny. Projev byl natolik převratný, že tehdy nebyl publikován. Dal také propustit miliony vězňů z gulagu, sovětské soustavy koncentračních táborů. Mnozí členové strany ho kvůli tomu odsoudili jako zrádce.
Aby aspoň zmírnil bytovou krizi, nařídil stavět úsporné panelové domy, tzv. chruščovky, a podporoval lepší zásobování obyvatel. Spolu s dalšími začal opatrně uvolňovat tvrdý vojensko-policejní režim, což o něco později umožnilo obdobné uvolnění i v tehdejších sovětských satelitech. Neváhal však násilně potlačit maďarské povstání v roce 1956, v němž viděl nebezpečný kontrarevoluční precedens a hrozbu pro členy Varšavské smlouvy během právě probíhající studené války. V roce 1957 odvrátil první pokus o puč proti své osobě a spiklence kolem Molotova, Malenkova a Kaganoviče nechal vyloučit z nejvyšších pozic ve straně.
Jeho megalomanský plán na zvýšení zemědělské produkce rozoráním celin (ladem ležících stepí) skončil celkově neúspěšně.
Z jeho iniciativy byl 19. února 1954 poloostrov Krym vyjmut z Ruské SFSR a na základě vyhlášky Nejvyššího sovětu SSSR (zákon SSSR schválený 26. dubna téhož roku) administrativně přičleněn k Ukrajinské SSR, a to při příležitostí třístého výročí Perejaslavské rady – příklonu Ukrajiny k Ruské říši. Oficiálním důvodem byly „blízké ekonomické a kulturní vztahy Krymské oblasti s Ukrajinskou SSR“, také šlo o prostou geografickou souvislost (suchozemské spojení s poloostrovem).[zdroj?]

### Zahraniční politika

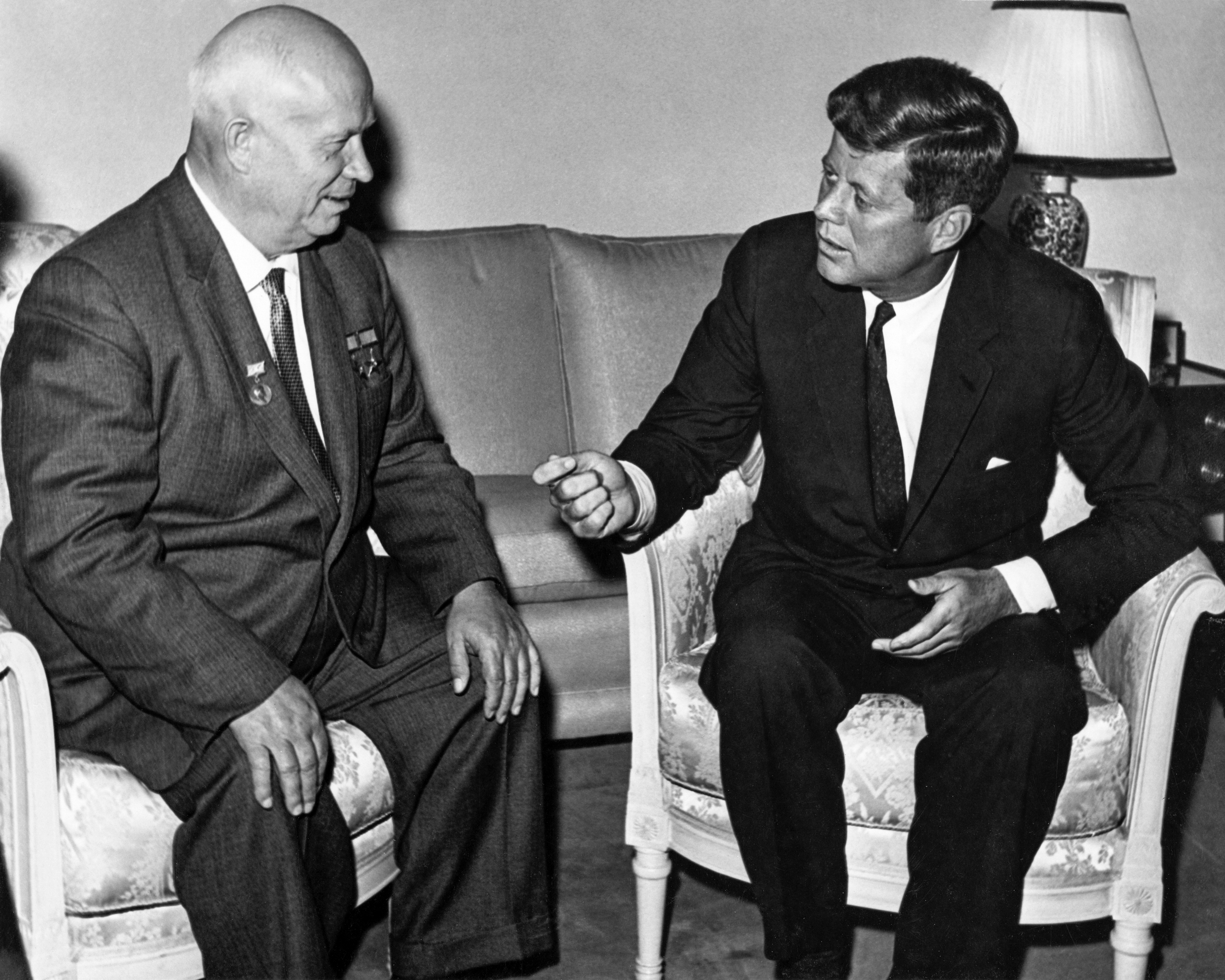
Chruščov a John F. Kennedy v roce 1961

V zahraniční politice prosazoval politiku „koexistence“ kapitalismu a komunismu, a dostal se tak do konfliktu s maoistickou Čínou. Přes nesporné zásluhy o zmírnění totalitního režimu v Sovětském svazu zůstal po celý život věrný schématům marxisticko-leninské ideologie. Pevně věřil v konečné vítězství komunismu a v „socialistické vymoženosti“, což ho dovádělo k výrokům typu „My vás (tj. Západ) pohřbíme“ a podpoře levicových povstalců po celém světě. Proslul bušením botou do stolu v OSN při své návštěvě USA v říjnu 1960.
Za jeho éry nastala tzv. karibská krize, která vypukla v roce 1962 v důsledku rozmístění sovětských raket středního doletu na Kubě, kterým Chruščov odpověděl na umístění amerických raket v Turecku a Itálii, tedy v členských státech NATO. Nakonec ustoupil a rakety z Kuby stáhnul, čímž možná zabránil eskalaci do jaderné války. Za jeho vlády byla také zbudována Berlínská zeď.

### Politický pád
V říjnu 1964 jej zbavili moci přední zástupci sovětské nomenklatury, kteří se cítili ohroženi neustálými administrativními reformami a personálními přesuny za jeho vlády (touha po „stabilitě kádrů“). Po svém pádu byl obviněn z „voluntarismu“, „subjektivismu“ a „ukvapených řešení“. Za nového prvního tajemníka Leonida Brežněva veškeré pokusy o reformy ustrnuly až do poloviny osmdesátých let. Zbývajících 7 let života strávil Chruščov v ústraní (prakticky v domácím vězení) na své dače v Petrovo-Dalněm a zde sepisoval paměti.

### Osobní život
Chruščov byl třikrát ženatý a měl pět dětí. Z prvního manželství měl dvě děti. Jeho první žena zemřela na tyfus při hladomoru v roce 1919, zatímco byl Chruščov v armádě. Syn Leonid sloužil v letectvu a v roce 1943 zahynul v boji. Z třetího manželství se svou ukrajinskou manželkou Ninou (rozenou Kucharčukovou), se kterou se seznámil v roce 1922 v Doněcku, měl tři děti. Syn Sergej se v roce 1991 odstěhoval do Spojených států a přednášel politologii na Brownově univerzitě ve městě Providence.

### Národnost
Ačkoliv je někdy označován za Ukrajince, Chruščov byl svým rodinným původem i místem narození Rus. Strávil však na Ukrajině léta dospívání a mládí, oženil se s Ukrajinkou, a koncem 30. let zde působil jako tajemník komunistické strany. Netajil se svou náklonností k ukrajinské kultuře a s oblibou nosil ukrajinský kroj. Jeho obraz je ovlivněn i tím, že za jeho vlády byl do té doby ruský Krym přičleněn k Ukrajinské SSR.
Podobně i jeho nástupce Brežněv byl Rus s ukrajinskou zkušeností (ten se ale na území dnešní Ukrajiny i narodil).

### Návštěvy Československa
Nikita Sergejevič Chruščov čtyřikrát navštívil Československo, a to ve dnech 9.–17. června 1954, 9.–16. července 1957, 30. května – 5. června 1961 a 27. srpna – 5. září 1964.

## Otázka „darování Krymu“
Chruščov daroval Krym Ukrajině je výklad historie, který Krymský poloostrov považuje za historicky ruské území, které Ukrajina získala víceméně z vůle jednoho člověka. Používá se zejména od roku 2014 jako argument pro legitimizaci anexe Krymu Ruskou federací.
V roce 1954 bojoval Nikita Chruščov o vedoucí pozici v SSSR s Georgijem Malenkovem. Chruščov v roce 1954 nebyl v pozici, kdy by sám mohl „darovat“ Krym Ukrajině. Předání Krymské oblasti USSR bylo provedeno v souladu s tehdejší sovětskou ústavou a schválilo ho prezídium Nejvyššího Sovětu SSSR, RSFSR a USSR. Zasedání prezídia Nejvyššího Sovětu SSSR, na kterém bylo o předání rozhodnuto, předsedal G. Malenkov a příslušný zákon podepsal Kliment Vorošilov. Rozhodnutí souvisí s výstavbou severokrymského vodního kanálu z nádrže na Dněpru a vhodnosti provádění a financování velkých vodních staveb v rámci jedné svazové republiky USSR. Navíc obecně se po smrti Stalina v SSSR už nikdy nekoncentrovalo tolik moci v rukou jednoho člověka, natož aby mohl rozdělovat území sám svévolně v rámci svazových republik.
Příslušnost Krymu a Sevastopolu k Ukrajině byla potvrzena sovětskou ústavou z roku 1977 a Rusko jednoznačně uznalo hranice Ukrajiny i s Krymem mimo jiné v Bělověžské dohodě z roku 1991, Budapešťském memorandu z roku 1994 nebo například Smlouvě o přátelství, spolupráci a partnerství mezi Ruskou federací a Ukrajinou z roku 1997.

## Dílo
- CHRUŠČOV, Nikita Sergejevič. Návštěva N. S. Chruščova v USA. [s.l.]: Státní nakladatelství politické literatury, 1959. 200 s.
- CHRUŠČOV, Nikita Sergejevič. Vzpomínky Nikity Sergejeviče Chruščova : magnetofonové nahrávky z období glasnosti (Krushchev Remembers: The Glasnost Tapes). Překlad Luděk Matyska. Brno: Jota, 2000. 226 s. ISBN 80-7217-103-8.

## Odrazy v kultuře
- V roce 1993 byl o něm v Rusku natočen životopisný hraný film Vlčí smečka, pojednávající o době, kdy končila jeho vláda, režii snímku provedl Igor Gostev.
- Ve filmu Ztratili jsme Stalina jej zahrál Steve Buscemi.